# Алто Алегри (Рорайма)
Вижте пояснителната страница за други значения на Алто Алегри.
Алто Алегри е град – община в северозападната част на бразилския щат Рорайма, на границата с Венецуела. Общината е част от икономико-статистическия микрорегион Боа Виста, мезорегион Северна Рорайма. Населението на Алто Алегри към 2010 г. е 16 286 души, които живеят на територия от 25 566.845 km2.

## История
Градът е основан от Педро Коста от Мараняо, търсейки земеделски площи за култивиране във вътрешността на общината; намира ги край Мата Жерал (Mata geral), местност, която се простира от левия бряг на река Мукажаи към вътрешността.
Установява се заедно с последователите си край полето Кампо Алегри (оттук и името на града).
Придобива статут на община по силата на Федерален закон № 7.009, от 12 юли 1982 г., след като се отцепва от щатската столица — Боа Виста.

## География
Квартали
В града има три квартала:
- Мултирао I
- Мултирао II
- Фелисидади

Реки
Някои по-важни реки са:
- Мукажаи
- Урарикоера

## Транспорт
Летище Сурукукус (асфалтирано, писта 1100m x 25m).
Пътища
Асфалтирани; свързват града с щатската столица, на 87 km.

## Икономика
Основава се на аграрния сектор, конкретно ориз, добитък, мляко, царевица и др.

## Инфраструктура
Здравеопазване
На територията на общината има 2 държавни болници с общо 42 легла.
Образование
Разполага с 39 училища за основно и 3 за средно образование.